# Zegerscappel
Zegerscappel (prononcé [zeɡɛʁskapɛl] ; Zeskappel en flamand occidental, Zegerskappel en néerlandais) est une commune française, située dans le département du Nord (59) en région Hauts-de-France.

## Géographie

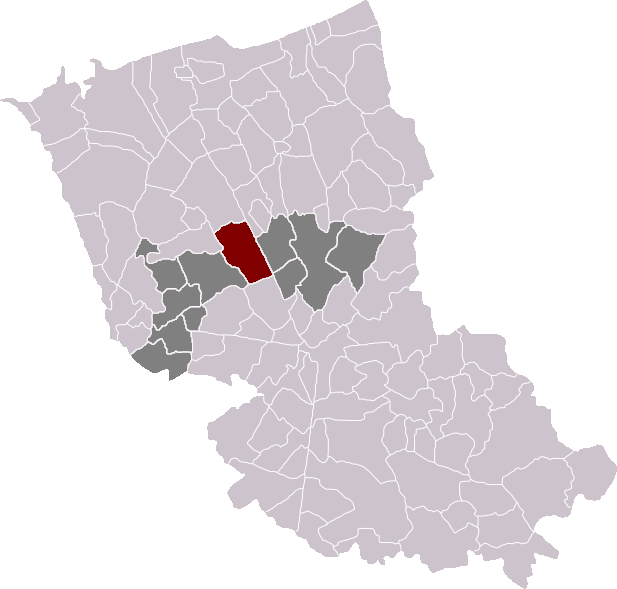
Zegerscappel dans son canton et son arrondissement.

### Localisation
Zegerscappel est située à 6,3 km de Wormhout, 26,1 km de Dunkerque, 20,4 km de Saint-Omer et à 62,4 km de Lille.

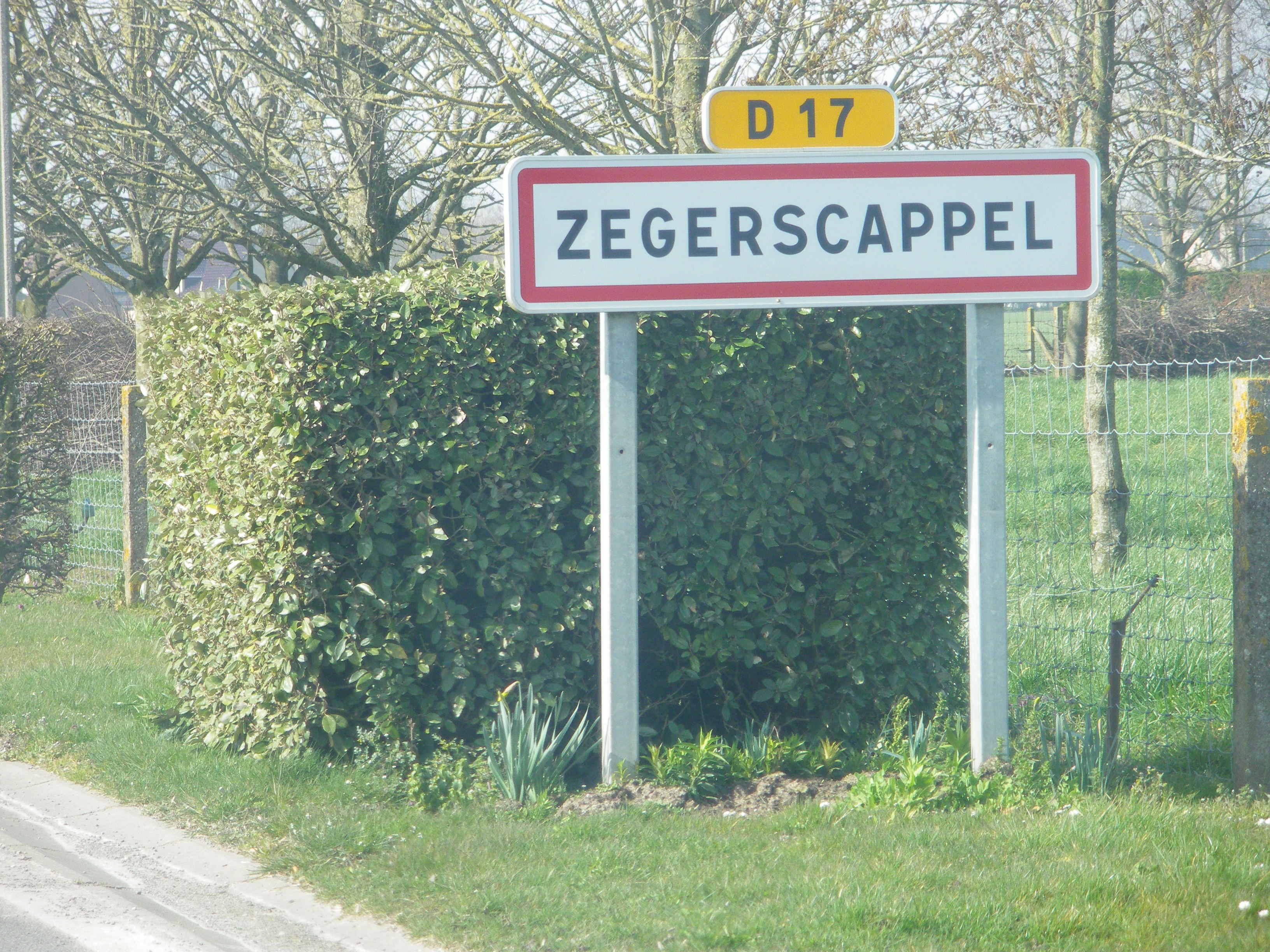
Une entrée de la commune.

| Eringhem   | Pitgam       | Crochte    |
| Bollezeele | Zegerscappel | Esquelbecq |
|            | Arnèke       | Ledringhem |

### Hydrographie

#### Réseau hydrographique
La commune est située dans le bassin Artois-Picardie. Elle est drainée par l'Yser, la Becque Séparative, la Roesten Helts Becque, la Seyne Houck, la Wils Becque et le ruisseau d'Eringhem,,.
L'Yser est un cours d'eau transfrontalier franco-belge, d'une longueur de 70 km en France, prend sa source dans la commune de Buysscheure. Il s'écoule vers la Mer du Nord, en traversant les Flandres française et belge, et s'y jette à Nieuport en Belgique, dans un estuaire très artificialisé. Les caractéristiques hydrologiques de l'Yser sont données par la station hydrologique située sur la commune. Le débit moyen mensuel est de 0,28 m3/s. Le débit moyen journalier maximum est de 11,228 novembre 202 113,1 m3/s, atteint le même jour.

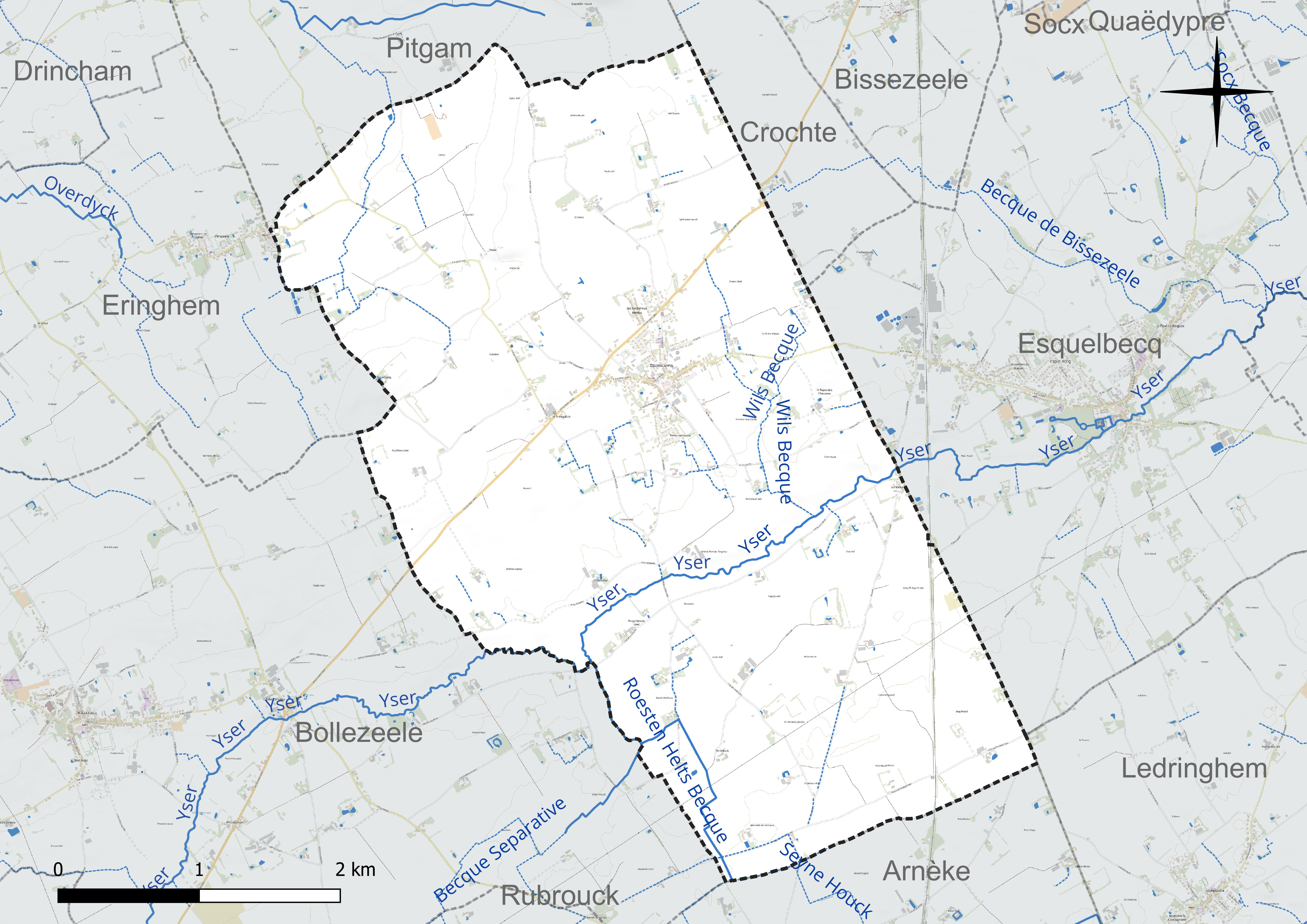
Réseau hydrographique de Zegerscappel.

#### Gestion et qualité des eaux
Le territoire communal est couvert par le schéma d'aménagement et de gestion des eaux (SAGE) « Yser ». Ce document de planification concerne un territoire de 381 km2 de superficie, délimité par le bassin versant de l'Yser en France. Le périmètre a été arrêté le 8 novembre 2005 et le SAGE proprement dit a été approuvé le 30 novembre 2016. La structure porteuse de l'élaboration et de la mise en œuvre est l'Union syndicale d'aménagement hydraulique du Nord (USAN).
La qualité des cours d'eau peut être consultée sur un site dédié géré par les agences de l'eau et l'Agence française pour la biodiversité.

### Climat
Pour des articles plus généraux, voir Climat des Hauts-de-France et Climat du Nord.
En 2010, le climat de la commune est de type climat océanique altéré, selon une étude du CNRS s'appuyant sur une série de données couvrant la période 1971-2000. En 2020, Météo-France publie une typologie des climats de la France métropolitaine dans laquelle la commune est exposée à un climat océanique et est dans la région climatique Côtes de la Manche orientale, caractérisée par un faible ensoleillement (1 550 h/an) ; forte humidité de l'air (plus de 20 h/jour avec humidité relative > 80 % en hiver), vents forts fréquents.
Pour la période 1971-2000, la température annuelle moyenne est de 10,5 °C, avec une amplitude thermique annuelle de 13,9 °C. Le cumul annuel moyen de précipitations est de 758 mm, avec 13,2 jours de précipitations en janvier et 8,1 jours en juillet. Pour la période 1991-2020, la température moyenne annuelle observée sur la station météorologique la plus proche, située sur la commune de Watten à 14 km à vol d'oiseau, est de 11,3 °C et le cumul annuel moyen de précipitations est de 822,8 mm,. Pour l'avenir, les paramètres climatiques de la commune estimés pour 2050 selon différents scénarios d'émission de gaz à effet de serre sont consultables sur un site dédié publié par Météo-France en novembre 2022.

## Urbanisme

### Typologie
Au 1er janvier 2024, Zegerscappel est catégorisée bourg rural, selon la nouvelle grille communale de densité à sept niveaux définie par l'Insee en 2022.
Elle est située hors unité urbaine. Par ailleurs la commune fait partie de l'aire d'attraction de Dunkerque, dont elle est une commune de la couronne,. Cette aire, qui regroupe 66 communes, est catégorisée dans les aires de 200 000 à moins de 700 000 habitants,.

### Occupation des sols
L'occupation des sols de la commune, telle qu'elle ressort de la base de données européenne d'occupation biophysique des sols Corine Land Cover (CLC), est marquée par l'importance des territoires agricoles (97,2 % en 2018), en diminution par rapport à 1990 (98,4 %). La répartition détaillée en 2018 est la suivante : 
terres arables (97,2 %), zones urbanisées (2,8 %). L'évolution de l'occupation des sols de la commune et de ses infrastructures peut être observée sur les différentes représentations cartographiques du territoire : la carte de Cassini (XVIIIe siècle), la carte d'état-major (1820-1866) et les cartes ou photos aériennes de l'IGN pour la période actuelle (1950 à aujourd'hui).

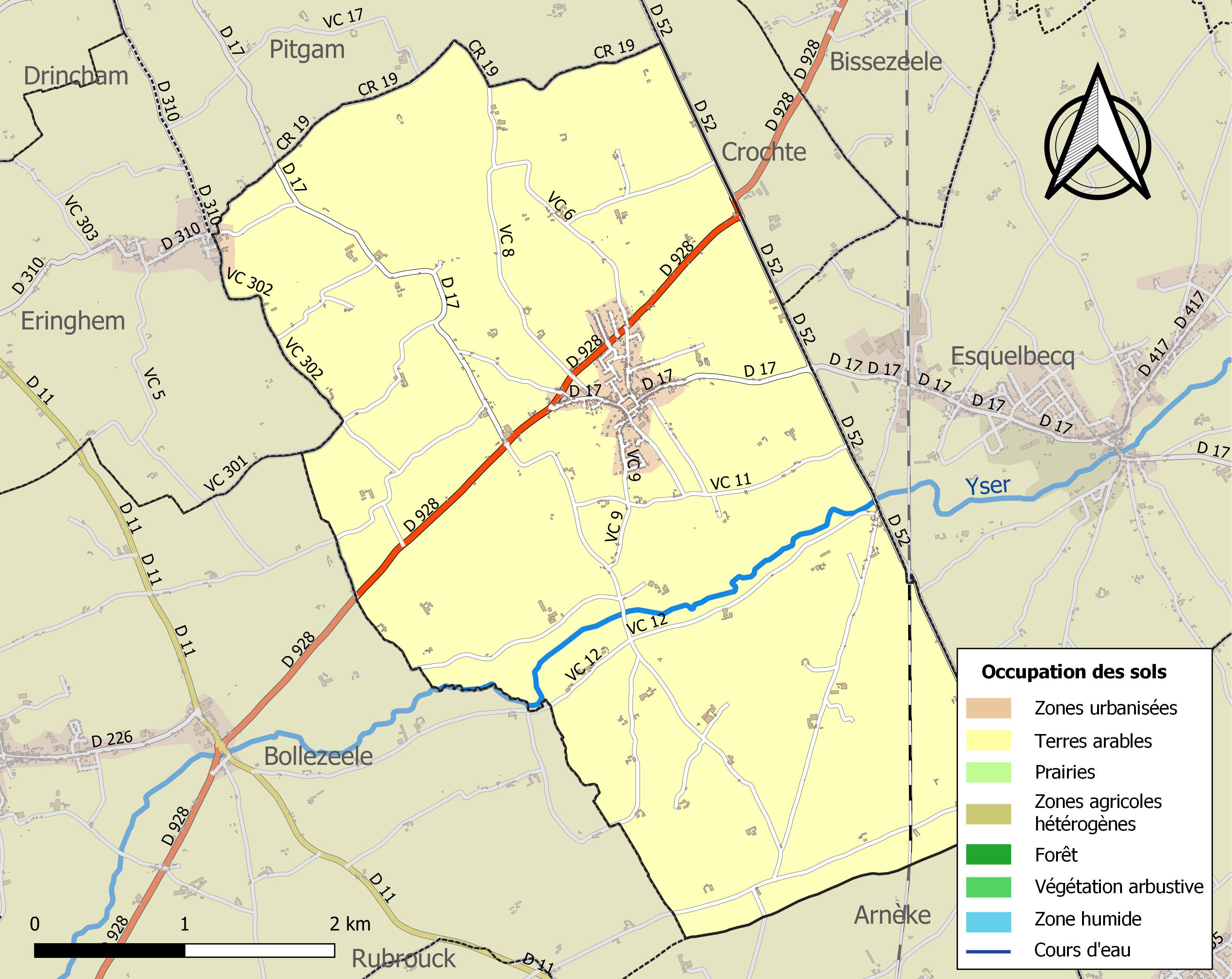
Carte des infrastructures et de l'occupation des sols de la commune en 2018 (CLC).

## Toponymie

### Étymologie
Le nom de la localité est attesté sous les formes Sigeri Capella en 1119, Sigerii Capella en 1186, Segers-Capelle en 1193.
Zegerskappel en flamand.
La chapelle aurait été construite à l'initiative d'un certain Sighari ou Sigher.

### Microtoponymie
Noms des lieux-dits et quartiers
Galg Houck (Sud-Est), Valle Meulen Houck (Sud), La Cloche (Est), Katte Houck (Est), Bollezeele Meulen Houck (Sud-Ouest), Le Coin de la Garenne...

## Histoire
Zeggerscappel était traversée par une voie romaine (D 52) menant de Cassel à Mardyck à travers la Flandre maritime.
Selon la légende, Zegerscappel viendrait du franc sigueri capella, ou chapelle du vainqueur. Il aurait été fondé par Clovis de retour de bataille (celle où il a décidé de se faire chrétien ?). Bivouaquant là avec ses soldats, il aurait décidé d'y construire une chapelle.
Zeggerscappel est citée dans une charte du comte de Flandre Thierry d'Alsace , passée entre 1128 et 1167 : l'abbaye de Watten avait reçu du fis de Baudouin Botel la juridiction sur la commune de Zeggerscappel ; le comte Thierry, suzerain de la Flandre, abandonne à l'abbaye de Watten ses droits, donnant ainsi à l'abbaye toute la justice seigneuriale sur ces terres.
En janvier 1223, Matthieu de Messines et Hugues le Blond de Zegerscappel sont deux personnes réfugiées dans l'abbaye de Saint-Bertin de Saint-Omer (motif de ce refuge inconnu ; ces personnes ont sans doute des liens avec l'abbaye). Adam évêque de Thérouanne, considérant les privilèges de l'abbaye (et notamment le droit de justice sur les personnes situées sur des terres dépendant d'elle), leur permet d'en sortir librement. La consigne donnée par l'évêque n'est pas respectée car quelques  jours plus tard, il notifie aux curés de son diocèse que les deux ayant été enlevés par violence de la cuisine de l'abbaye, on doit les mettre en liberté, sous peine d'encourir les censures ecclésiastiques (par exemple l'excommunication que pouvaient prononcer les évêques à l'époque).
Avant la Révolution française, Zeggerscappel est le siège d'une seigneurie : en 1225, Laurent, chevalier, seigneur de Zegers-Capple (Sigeri-capella), tient en fief une terre située à Sainte-Marie-Kerque.
En 1297, le comte de Flandre Gui de Dampierre est en guerre contre le roi de France Philippe IV le Bel, mais perd la partie. Plusieurs terres appartenant à des fidèles du comte vont être utilisées pour récompenser des seigneurs ayant servi le roi, par confiscation sur leurs propriétaires légitimes. Ces confiscations n'ont sans doute majoritairement été que temporaires, néanmoins, en 1298, Baudouin de Sohier-Cappel ou Zegers Capple reçoit de Raoul II de Clermont-Nesle lieutenant du roi, un manoir et des terres situées à Quaedypre confisqués sur Chrétien le Brabantre.
Du point de vue religieux, la commune était située dans le diocèse de Thérouanne puis dans le diocèse d'Ypres, doyenné de Bergues.
Le 9 décembre 1537, une Jeanne, fille de Chrétien de Zeghers-Cappelle, est la première épouse d'Éloi de Masin (1509-1574), seigneur de Tourelle, échevin du Franc de Bruges; elle meurt en 1539.
Un Arnoul Clays de Zeggers-Cappel est cité à plusieurs reprises entre 1568 et 1578 comme faisant partie des principaux dirigeants communaux (le magistrat) de Bergues, soit poortmestre ou chef des bourgeois soit chef de la loi. Cet Arnoul aurait été un juriste réputé mais aussi savant, et gendre de Gérard Van Meckeren, chevalier, vice-amiral de la flotte de Flandre,. En 1579-1580, Arnoul fait partie du conseil d'amirauté de Flandre, lorsqu'une amirauté est créée à Dunkerque. La fille unique et héritière d'Arnoul Clays dit de Zegghers Cappel et de Catherine van Meckeren a épousé Jean de Bergh, écuyer, seigneur de Plancques, Schaubroucq, etc.
Zegerscappel est un village particulièrement privilégié pour l'implantation des moulins à vent puisqu'il en a compté 8 à la fin du XIXe siècle, dont deux moulins à cheval et des moulins à eau grâce à l'Yser.
Vers 1910, un chemin de fer de Herzeele à Saint-Momelin, passe par les villages, alors généralement dotés d'une gare, Wormhout, Esquelbecq, Zegerscappel, Bollezeele, Merckeghem, Volckerinckhove-Broxeele, Lederzeele, Nieurlet.

## Politique et administration

### Liste des maires
Maire en 1802-1803 : Vandenkerckoove.
Maire en 1807 : Vanaecke.
Maire de 1922 à 1935 : Julien Franchois.
Maire de 1935 à 1939 : Denis Ammeux.
Maire de 1941 à 1944 : Joseph MASSEIN
Maire de 1951 à 1954 : A. Minne.

Maire de 1954 à 1971 : L. Depoers.
| Période    | Période    | Identité                             | Étiquette | Qualité |
| ---------- | ---------- | ------------------------------------ | --------- | ------- |
| avant 1855 | 1864       | Vincent Vandenbilcke                 |           |         |
| 1864       | après 1913 | Hilaire Auguste Théophile Franchois, |           |         |
| 1971       | 2008       | Gérard Bécue                         |           |         |
| 2008       | 2014       | Béatrice Ryckebusch                  |           |         |
| 2014       | 2024       | Chantal Comyn                        | DVG       |         |
| 2024       | En cours   | Franck Spicht                        |           |         |

### Tendances politiques et résultats
Le résultat de l'élection présidentielle de 2012 dans cette commune est le suivant :
| Candidat       | Candidat                    | Premier tour | Premier tour | Second tour | Second tour |
| Candidat       | Candidat                    | Voix         | %            | Voix        | %           |
| -------------- | --------------------------- | ------------ | ------------ | ----------- | ----------- |
|                | Eva Joly (EÉLV)             | 10           | 1,11         |             |             |
|                | Marine Le Pen (FN)          | 252          | 27,88        |             |             |
|                | Nicolas Sarkozy (UMP)       | 264          | 29,20        | 467         | 56,47       |
|                | Jean-Luc Mélenchon (FG)     | 69           | 7,63         |             |             |
|                | Philippe Poutou (NPA)       | 12           | 1,33         |             |             |
|                | Nathalie Arthaud (LO)       | 9            | 1,00         |             |             |
|                | Jacques Cheminade (SP)      | 3            | 0,33         |             |             |
|                | François Bayrou (MoDem)     | 77           | 8,52         |             |             |
|                | Nicolas Dupont-Aignan (DLR) | 22           | 2,43         |             |             |
|                | François Hollande (PS)      | 186          | 20,58        | 360         | 43,53       |
|                |                             |              |              |             |             |
| Inscrits       | Inscrits                    | 1106         | 100,00       | 1105        | 100,00      |
| Abstentions    | Abstentions                 | 178          | 16,09        | 208         | 18,82       |
| Votants        | Votants                     | 928          | 83,91        | 897         | 81,18       |
| Blancs et nuls | Blancs et nuls              | 24           | 2,59         | 70          | 7,80        |
| Exprimés       | Exprimés                    | 904          | 97,41        | 827         | 92,20       |

Le résultat de l'élection présidentielle de 2017 dans cette commune est le suivant :
| Candidat    | Candidat                    | Premier tour | Premier tour | Deuxième tour | Deuxième tour |  |
| Candidat    | Candidat                    | %            | Voix         | %             | Voix          |  |
| ----------- | --------------------------- | ------------ | ------------ | ------------- | ------------- |  |
|             | Nicolas Dupont-Aignan (DLF) | 7,96         | 75           |               |               |  |
|             | Marine Le Pen (FN)          | 36,62        | 345          | 54,49         | 455           |  |
|             | Emmanuel Macron (EM)        | 15,18        | 143          | 45,51         | 380           |  |
|             | Benoît Hamon (PS)           | 3,40         | 32           |               |               |  |
|             | Nathalie Arthaud (LO)       | 1,38         | 13           |               |               |  |
|             | Philippe Poutou (NPA)       | 1,27         | 12           |               |               |  |
|             | Jacques Cheminade (SP)      | 0,00         | 0            |               |               |  |
|             | Jean Lassalle (RES)         | 0,74         | 7            |               |               |  |
|             | Jean-Luc Mélenchon (LFI)    | 12,53        | 118          |               |               |  |
|             | François Asselineau (UPR)   | 0,85         | 8            |               |               |  |
|             | François Fillon (LR)        | 20,06        | 189          |               |               |  |
|             |                             |              |              |               |               |  |
| Inscrits    | Inscrits                    | 1 147        | 100,00       | 1 147         | 100,00        |  |
| Abstentions | Abstentions                 | 171          | 14,91        | 192           | 16,74         |  |
| Votants     | Votants                     | 976          | 85,09        | 955           | 83,26         |  |
| Blancs      | Blancs                      | 22           | 2,25         | 93            | 9,74          |  |
| Nuls        | Nuls                        | 12           | 1,23         | 27            | 2,83          |  |
| Exprimés    | Exprimés                    | 942          | 96,52        | 835           | 87,43         |  |

## Population et société

### Démographie

#### Évolution démographique
L'évolution du nombre d'habitants est connue à travers les recensements de la population effectués dans la commune depuis 1793. Pour les communes de moins de 10 000 habitants, une enquête de recensement portant sur toute la population est réalisée tous les cinq ans, les populations de référence des années intermédiaires étant quant à elles estimées par interpolation ou extrapolation. Pour la commune, le premier recensement exhaustif entrant dans le cadre du nouveau dispositif a été réalisé en 2005.

En 2022, la commune comptait 1 549 habitants, en évolution de +0,45 % par rapport à 2016 (Nord : +0,51 %, France hors Mayotte : +2,11 %).
| 1793  | 1800  | 1806  | 1821  | 1831  | 1836  | 1841  | 1846  | 1851  |
| ----- | ----- | ----- | ----- | ----- | ----- | ----- | ----- | ----- |
| 1 650 | 1 707 | 1 769 | 1 823 | 1 775 | 1 805 | 1 875 | 1 746 | 1 709 |

| 1856  | 1861  | 1866  | 1872  | 1876  | 1881  | 1886  | 1891  | 1896  |
| ----- | ----- | ----- | ----- | ----- | ----- | ----- | ----- | ----- |
| 1 702 | 1 739 | 1 768 | 1 762 | 1 771 | 1 699 | 1 608 | 1 568 | 1 545 |

| 1901  | 1906  | 1911  | 1921  | 1926  | 1931  | 1936  | 1946  | 1954  |
| ----- | ----- | ----- | ----- | ----- | ----- | ----- | ----- | ----- |
| 1 535 | 1 611 | 1 497 | 1 400 | 1 367 | 1 341 | 1 306 | 1 344 | 1 242 |

| 1962  | 1968  | 1975  | 1982  | 1990  | 1999  | 2005  | 2006  | 2010  |
| ----- | ----- | ----- | ----- | ----- | ----- | ----- | ----- | ----- |
| 1 193 | 1 202 | 1 208 | 1 179 | 1 252 | 1 200 | 1 425 | 1 463 | 1 464 |

| 2015  | 2020  | 2022  | - | - | - | - | - | - |
| ----- | ----- | ----- | - | - | - | - | - | - |
| 1 543 | 1 540 | 1 549 | - | - | - | - | - | - |

#### Pyramide des âges
La population de la commune est relativement jeune.
En 2018, le taux de personnes d'un âge inférieur à 30 ans s'élève à 36,7 %, soit en dessous de la moyenne départementale (39,5 %). À l'inverse, le taux de personnes d'âge supérieur à 60 ans est de 20,9 % la même année, alors qu'il est de 22,5 % au niveau départemental.
En 2018, la commune comptait 759 hommes pour 774 femmes, soit un taux de 50,49 % de femmes, légèrement inférieur au taux départemental (51,77 %).
Les pyramides des âges de la commune et du département s'établissent comme suit.
| Hommes | Classe d’âge | Femmes |
| ------ | ------------ | ------ |
| 0,5    | 90 ou +      | 0,5    |
| 5,0    | 75-89 ans    | 7,3    |
| 14,8   | 60-74 ans    | 13,5   |
| 21,4   | 45-59 ans    | 21,2   |
| 20,1   | 30-44 ans    | 22,2   |
| 16,1   | 15-29 ans    | 16,1   |
| 22,0   | 0-14 ans     | 19,2   |

| Hommes | Classe d’âge | Femmes |
| ------ | ------------ | ------ |
| 0,5    | 90 ou +      | 1,4    |
| 5,3    | 75-89 ans    | 8,1    |
| 14,8   | 60-74 ans    | 16,2   |
| 19,1   | 45-59 ans    | 18,4   |
| 19,5   | 30-44 ans    | 18,7   |
| 20,7   | 15-29 ans    | 19,1   |
| 20,2   | 0-14 ans     | 18     |

### Manifestations culturelles et festivités
Fête patronale : 25/7 ; Fêtes communales : à partir du 1er dimanche de septembre.

## Économie
Industries alimentaires(TIMO).
Rouissage du lin.

## Culture locale et patrimoine
Un chemin de randonnée pédestre de 9,2 km, le « Circuit du rijssel berg » fait découvrir une partie du bourg et la campagne environnante.

### Lieux et monuments
- Église Saint Omer  du XVIIe siècle

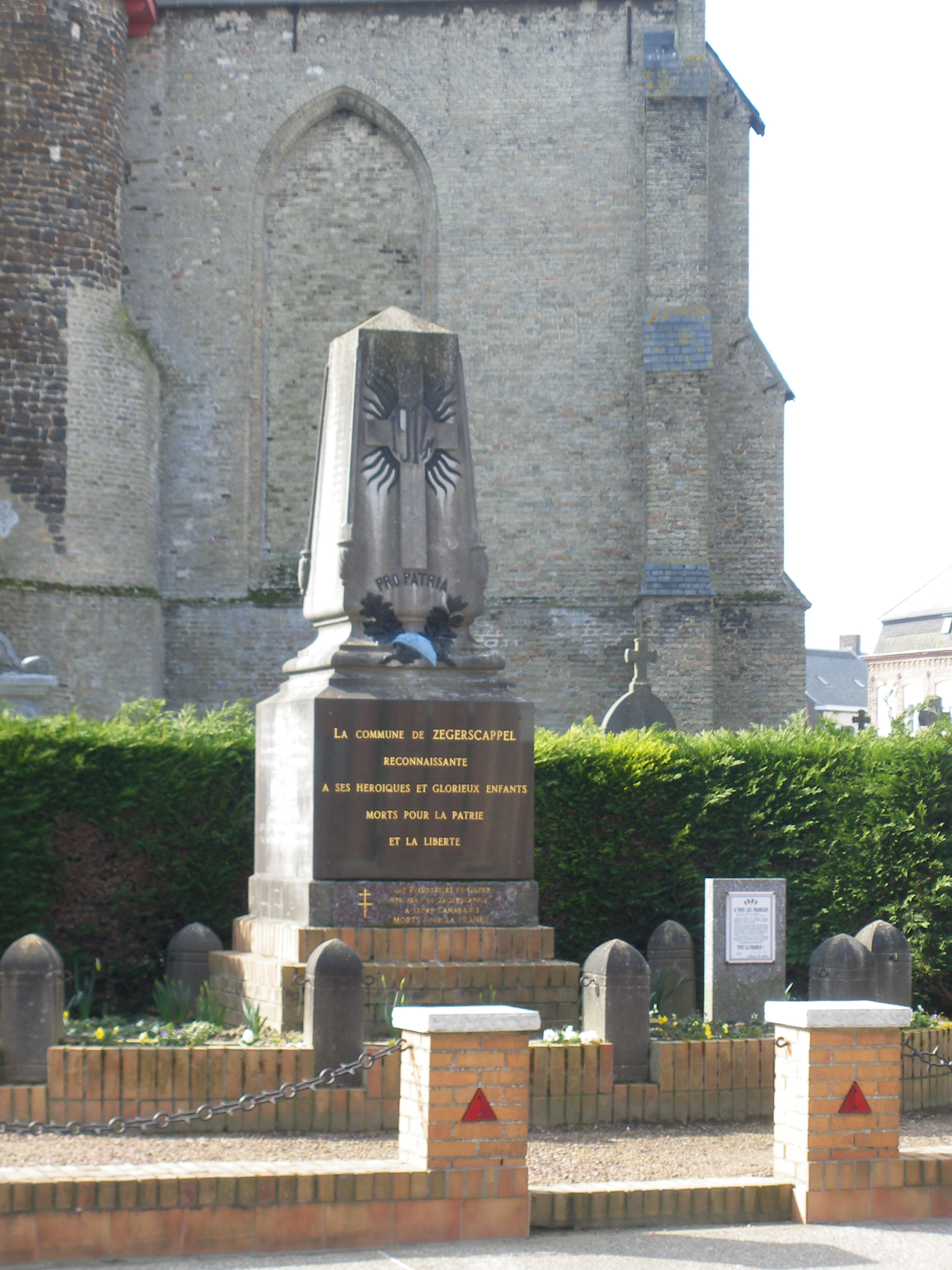
Le monument aux morts.

- Chapelle Saint-Bonaventure du XVIIIe siècle à La Cloche.
- Manoir d'Orval début XVIIe siècle : pignons à pas-de-moineau, tourelle.
- Ancienne Justice de Paix.
- Le monument aux morts.

Depuis 2009, Zegerscappel fait partie du réseau Village Patrimoine, coordonné par les Pays de Flandre.

### Personnalités liées à la commune
- Dominique Doncre (1743-1820), peintre.
- Marcel André Kokel né à Zegerscappel le 18 août 1922. Mort en déportation le 14 mars 1945 à Flossenburg[56].

### Héraldique
| armes de Zegerscappel | Les armes de Zegerscappel se blasonnent ainsi : D'argent à la fasce de sable, accompagné de six billettes du même, trois en chef et trois en pointe. |